# Les Wade
Leslie Wichbold „Les” Wade (ur. 8 kwietnia 1909 w Tiencinie, zm. 5 maja 1980 w Ithace) – kanadyjski lekkoatleta, średniodystansowiec.
Na igrzyskach olimpijskich w Los Angeles (1932) odpadł w eliminacjach na 1500 metrów z czasem 4:00,5.
Podczas igrzysk Imperium Brytyjskiego w 1934 zajął 6. miejsce w biegu na milę, a na 880 jardów odpadł w eliminacjach.